# 約翰·沃利斯
約翰·沃利斯（英語：John Wallis，1616年11月23日—1703年10月28日）是一名英國數學家，對現代微積分的發展有所貢獻。
約翰·沃利斯的父親是阿什福德的名人，很受尊敬。可惜他在沃利斯六歲時便逝世。1625年他進入James Movat's grammar school。學校沒有教授數學。1631年的聖誕假期，沃利斯的兄長教他算術，沃利斯首次和數學接觸，數學從此成為了其愛好。1632年他進入剑桥大学埃马努尔学院。當時沒有人能指引他的數學學習，他便讀了很多不同的課程，包括倫理學、形而上學、地理、天文、醫學和解剖學。他曾辯倒其老師Francis Glisson的血液循環革命理論。
1637年獲文學士學位。1640年獲碩士學位。1644年成為西敏神職人員的秘書。1660年，皇家學會成立，他是創立人之一。
他寫了不少宗教文章、一本關於神秘學的書、語法書Grammatica linguae Anglicanae（牛津，1653年）和邏輯學書籍Institutio logicae （牛津，1687年）。

## 數學

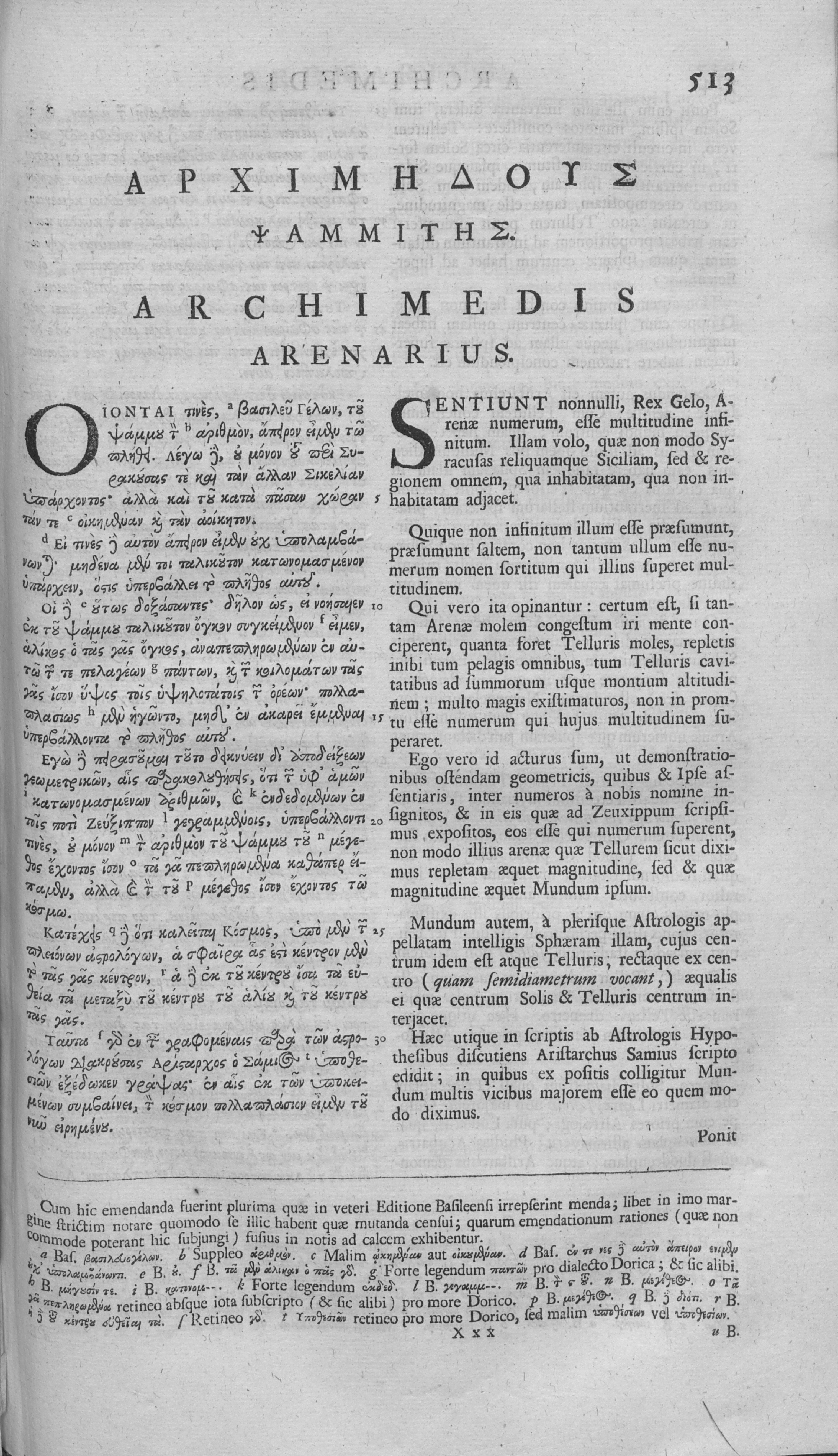
Opera mathematica, 1699

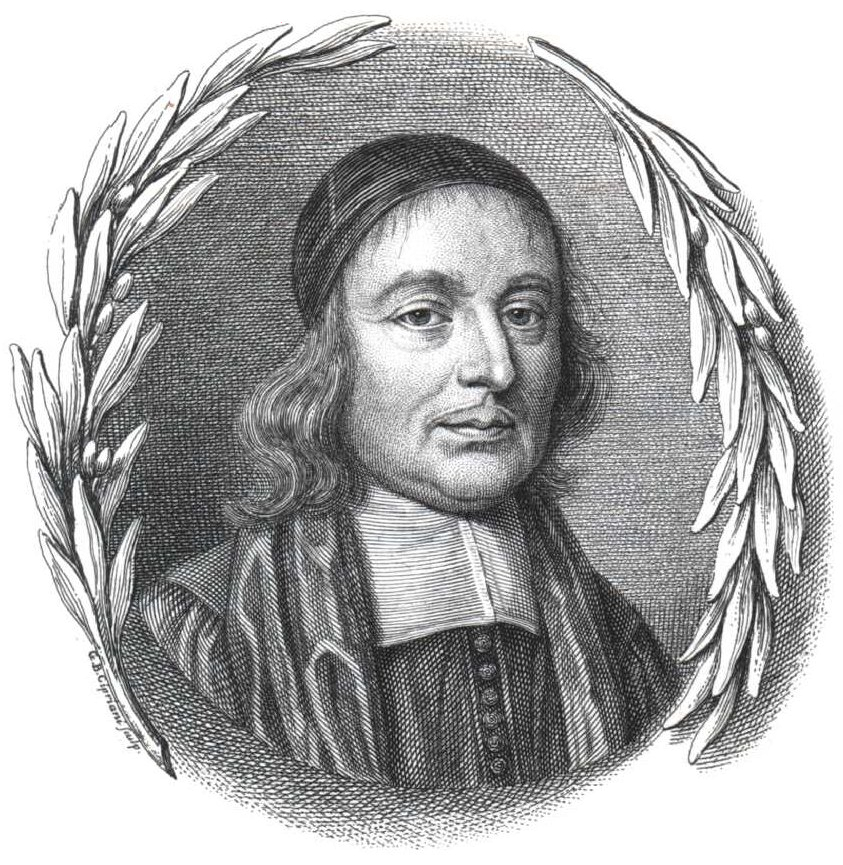
約翰·沃利斯的另一肖像

### 代數
- 他奠定了冪的表示法，並將指數的定義從正整數擴充至有理數：
  - {\displaystyle x^{0}=1}, {\displaystyle x^{-1}=1/x}, {\displaystyle x^{-2}=1/x^{2}}, etc.
  - {\displaystyle x^{1/2}=}{\displaystyle x}的開方，{\displaystyle x^{2/3}=}{\displaystyle x^{2}}的開立方, etc.
  - {\displaystyle x^{1/n}=}{\displaystyle x}的開{\displaystyle n}次方
  - {\displaystyle x^{p/q}=}{\displaystyle x^{p}}的開{\displaystyle q}次方
- 接受方程有複數根。
- 證明{\displaystyle a^{3}-7a=6}有三個實數根。

### 微積分
- 找到{\displaystyle x^{m}}的積分，即曲線{\displaystyle y=x^{m}}下的面積。他證明了這個面積是等高等底的平行四邊形的面積的{\displaystyle 1/(m+1)}

### 數學史
整理、增補古希臘的文稿，包括：
- 托勒密《諧和論》
- 阿里斯塔克斯《論太陽與月亮的距離》
- 阿基米德《數沙者》

## 數學著作
- Treatise on Algebra
- Arithmetica Infinitorum